# 聖保羅堂 (布萊頓)
圣保罗堂（英語：St Paul's Church）是英格兰南部苏塞克斯郡布萊頓的一座圣公会教堂，位于市中心的西街，靠近海滨和主要购物区。
圣保罗堂是一座II*级登录建筑。